# Кособа (Сырымский район)
Кособа (каз. Қособа, до 199? г. — Кирово) — село в Сырымском районе Западно-Казахстанской области Казахстана. Административный центр Кособинского сельского округа. Код КАТО — 275853100.

## Население
В 1999 году население села составляло 896 человек (461 мужчина и 435 женщин). По данным переписи 2009 года, в селе проживали 653 человека (352 мужчины и 301 женщина).